# Thunderball (film)

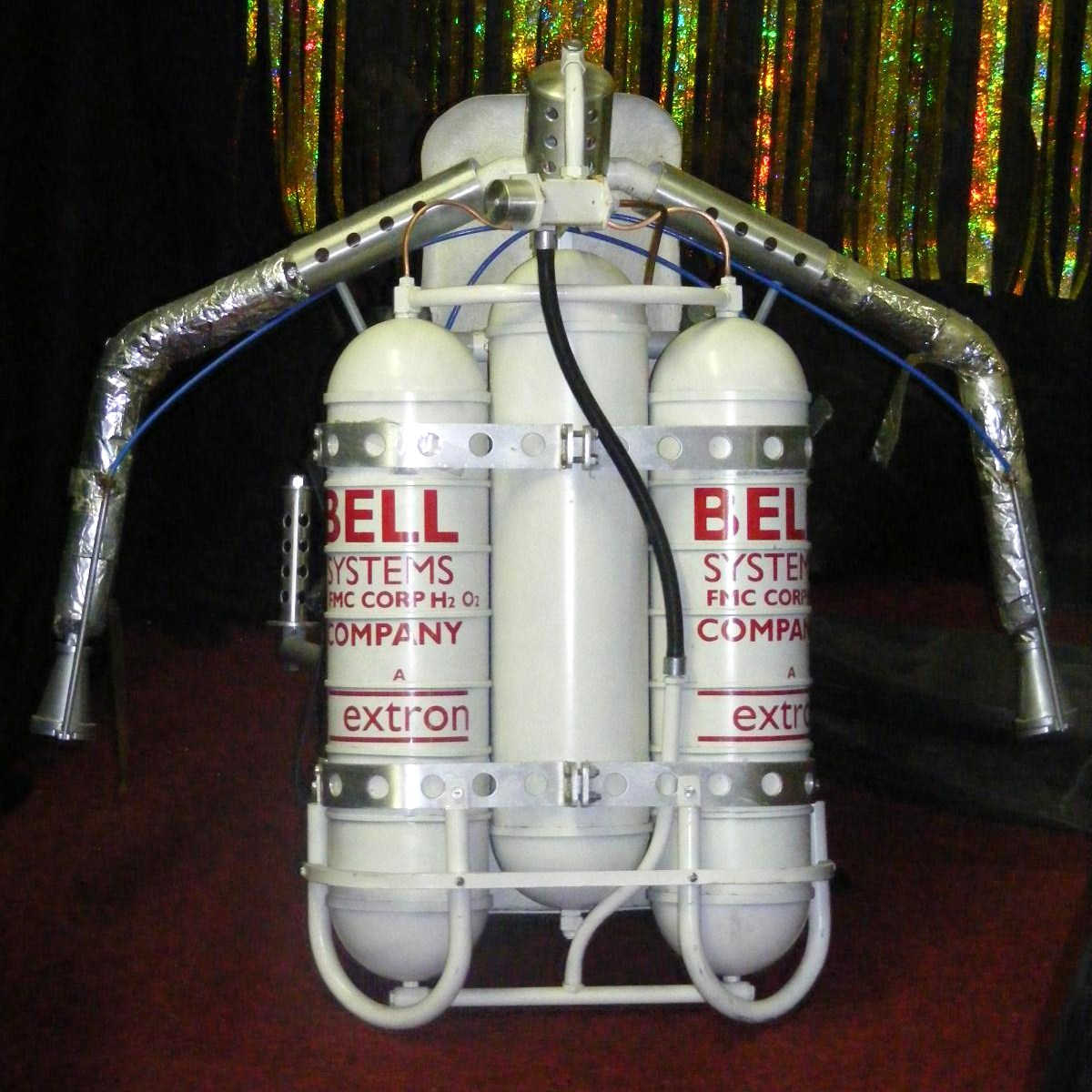
Bell Rocket Belt, gedragen door Bond in Thunderball

Thunderball is de vierde James Bondfilm geproduceerd door EON Productions, met Sean Connery als James Bond. De film is uitgebracht in 1965.

## Verhaal
James Bond woont in het begin van de film de begrafenis van de beroepsmoordenaar colonel Jacques Bouvar bij. Eigenlijk is Bouvar niet dood en ligt er niemand in de kist. Bouvars zogenaamde weduwe is Bouvar zelf. Als Bond dit merkt valt hij Bouvar in diens kasteel aan en doodt hem. Bond ontsnapt door een jetpack op zijn jasje en een Aston Martin DB5 die klaar staat.
In de volgende scène is Emilio Largo te zien, SPECTRE-agent Nr. 2. Hij heeft een vergadering met andere SPECTRE-agenten, en legt het Omega plan aan ze uit. Ze gaan twee atoombommen stelen van de NAVO en deze alleen voor veel losgeld teruggeven.
Ondertussen is Bond aan het bijkomen in een kuuroord. Daar ontmoet hij graaf Lippe, een man die een verdachte tatoeage heeft, die Bond herkent als een teken van de Tong in Macau. Bond besluit een kijkje te nemen in Lippes kamer en ontdekt dat in de kamer daarnaast een geheimzinnige man verblijft met verband om zijn hoofd. Daar verteld de kuuroordmasseuse Patricia Fearing aan Bond dat desbetreffende man Mr. Angelo heet en aan het revalideren is na een ongeval. Later die avond, staat piloot François Derval van de NAVO klaar voor een proefvlucht in een Avro Vulcan die twee atoombommen vervoert. Derval wordt vermoord door Angelo, die zijn dubbelganger blijkt en zijn plaats inneemt. Angelo wordt geholpen door graaf Lippe en Fiona Volpe, die Derval heeft verleid. Aanvankelijk zou Mr. Angelo $100.000 krijgen voor het plan dat hij moet uitvoeren. Nu eist hij $250.000, wat Volpe vervolgens goedkeurt. Dervals lijk wordt met Angelo's verband om zijn hoofd in een kamer gelegd. Angelo vermoordt tijdens de vlucht zijn medepiloten. Hij laat het vliegtuig de zee instorten in de buurt van de Disco Volante, het jacht van Emilio Largo. Largo laat handlangers de atoombommen opduiken uit het vliegtuig en verraadt Angelo door de luchtslang van zijn zuurstofmasker door te snijden. Intussen heeft Bond in de kliniek Dervals lijk ontdekt.
Kort daarna wordt Bond teruggeroepen naar Londen. Onderweg tracht Lippe hem aan te vallen, maar hij wordt door Volpe geliquideerd, omdat hij het plan in gevaar gebracht had door de onbetrouwbare Angelo aan te nemen. In Londen zijn alle 00-agenten bijeengeroepen. M informeert hen over het plan van SPECTRE: er wordt £100 miljoen geëist, anders zal er een grote stad in Engeland of de VS vernietigd worden. Elke agent krijgt een dossier met informatie over de vlucht en de bemanningsleden. Bond herkent Derval als de dode man, die dus niet aan boord van de vlucht geweest kan zijn. Uit het dossier blijkt dat Dervals zus Dominique Derval, bijgenaamd Domino, in Nassau verblijft. Op grond van deze aanwijzing gaat Bond naar de Bahama's om contact met Domino te zoeken. In Nassau krijgt Bond hulp van CIA-agent Felix Leiter en assistente Paula Caplan. Domino blijkt de maîtresse van Largo te zijn. 's Avonds gaat Bond naar het casino om Largo te ontmoeten. Middels wat provocaties waarbij Bond het woord "spectre" ("spook") gebruikt, wordt hem al snel duidelijk dat Largo hoofdverdachte is. Largo wantrouwt Bond meteen, maar nodigt hem toch uit om een paar dagen later te komen lunchen op zijn villa Palmyra. Bonds vermoeden wordt nog meer bevestigd als hij en Leiter een handlanger (Quist) van Largo op Bonds hotelkamer betrappen. De volgende dag levert Q wat apparatuur af: een onderwatercamera, een zuurstofapparaatje, een zendapparaatje, een alarmvuurpijl en een horloge met geigerteller. Die avond gaat Bond op onderzoek bij de Disco Volante en ontdekt dat het grote luiken en een dok heeft waar een minionderzeeër in kan. Hij wordt echter bijna met granaten gedood en bereikt ternauwernood de kant. Hij lift terug naar het hotel met Fiona Volpe.
De dag daarop blijkt dat Largo Volpe naar Nassau heeft laten komen om Bond te vermoorden. Terwijl Bond die middag op Palmyra te gast is laat Volpe Paula ontvoeren om haar te verhoren. Op verzoek van Largo begeleidt Bond Domino 's avonds naar de junkanoo. Leiter licht hem echter in van Paula's verdwijning; Bond breekt in op Palmyra, maar Paula blijkt al cyaankali ingenomen te hebben. Bond zelf belandt vechtend met een SPECTRE-agent in het zwembad waar Largo zijn haaien in loslaat, maar overleeft dankzij zijn zuurstofapparaatje en het bloed van de tegenstander dat de haaien aantrekt. Terug in het hotel blijkt Volpe in Paula's kamer te verblijven. Bond heeft vanwege het octopus-logo op haar ring al vermoed dat ze voor SPECTRE werkt (Largo heeft eenzelfde ring) maar speelt het spel nog even mee. Te lang, zo blijkt, want Volpe lokt hem in de val. Bond probeerde door met haar in bed te duiken haar aan de goeie kant te krijgen, maar dit had geen effect op haar. Hij wordt meegenomen door haar en haar handlangers. Met een sigarettenaansteker en een fles brandbare rum weet hij te ontsnappen uit de wagen en zet het op een lopen maar krijgt wel een schampschot in zijn been. Na een achtervolging door de junkanoo verzorgt hij zijn wond in een openbaar toilet, maar stuit opnieuw op Volpe, die met hem danst, ondertussen probeert Volpe hem in de nachtclub te laten vermoorden, maar wordt per ongeluk door haar eigen handlangers doodgeschoten als 007 zich vlug omdraait en haar de kogel laat opvangen. Bond laat haar voor dood achter.
Nu er minder dan een dag is voordat het ultimatum afloopt zetten Bond en Leiter alle zeilen bij en ontdekken het verborgen wrak van het vliegtuig, dat erg ver weg blijkt te liggen: blijkbaar kan de Disco Volante veel sneller dan ze dachten. Hierna ontmoet Bond Domino opnieuw. Hij vertelt haar dat haar broer door Largo vermoord is en toont bewijs (Dervals horloge) uit het wrak. Bond geeft haar een fototoestel met geigerteller, zodat ze kan meten wanneer de bommen aan boord zijn en dan een signaal kan geven. Zelf mengt hij zich, na een tip van Domino, onder Largo's handlangers als deze de bommen gaan ophalen. Largo herkent Bond echter en sluit hem in de geheime bergplaats op. Domino wordt ook betrapt en opgesloten. Bond wordt dankzij zijn zender echter door Leiter gevonden en heeft kunnen horen dat Miami het doelwit is. Aldaar worden de agenten van SPECTRE onderschept door duikers van de United States Coast Guard. Een lang onderwatergevecht volgt, waar Bond zich bij aansluit. Largo's handlangers delven het onderspit, maar Largo kan ontsnappen door het achterste deel van de Disco Volante af te stoten, waarna de rest als draagvleugelboot doorvaart. Bond is echter aan boord gekomen en ze gaan op de vuist. Ten slotte schiet Domino, bevrijd door SPECTRE-geleerde Kutze die zich tegen Largo keert, een harpoen door het lichaam van Largo, en hij sterft. Bond, Kutze en Domino springen van boord voordat de boot met volle snelheid tegen de rotsen opvaart, en Bond en Domino worden door een skyhook opgepikt.

## Oorsprong titel
De titel Thunderball verwijst naar de codenaam van de operatie die als doel heeft de gestolen atoombommen van de NAVO en de verantwoordelijken voor de diefstal op te sporen.

## Filmlocaties
- Pinewood Studio's in Londen, Engeland
- Paradise Island in de Bahama's
- Château D'Anet, Anet in Frankrijk
- Miami, Florida in de Verenigde Staten
- Nassau, Bahama's
- Parijs in Frankrijk
- Silverstone (circuit), Northampthonshire in Engeland
- Clifton Pier in de Bahama's (onderwaterscènes)
- Chalfont Park House, Buckinghamshire in Engeland

## Rolverdeling
| Acteur            | Personage                                              | Opmerkingen                                          |
| ----------------- | ------------------------------------------------------ | ---------------------------------------------------- |
| Sean Connery      | James Bond                                             |                                                      |
| Bernard Lee       | M                                                      |                                                      |
| Lois Maxwell      | Miss Moneypenny                                        |                                                      |
| Desmond Llewelyn  | Q                                                      |                                                      |
| Claudine Auger    | Domino Derval                                          | Stem van Nikki van der Zyl                           |
| Adolfo Celi       | Emilio Largo / SPECTRE #2                              | Stem van Robert Rietty                               |
| Luciana Paluzzi   | Fiona Volpe                                            |                                                      |
| Rik Van Nutter    | Felix Leiter                                           |                                                      |
| Guy Doleman       | Graaf Lippe                                            |                                                      |
| Molly Peters      | Patricia Fearing                                       |                                                      |
| Martine Beswick   | Paula Caplan                                           |                                                      |
| Paul Stassino     | François Derval / Mr. Angelo (dubbelganger van Derval) |                                                      |
| George Pravda     | Mr. Kutze                                              |                                                      |
| Earl Cameron      | Pinder                                                 |                                                      |
| Philip Locke      | Vargas                                                 |                                                      |
| Michael Brennan   | Janni                                                  |                                                      |
| Harold Sanderson  | Kapitein van Disco Volante                             |                                                      |
| Reginald Beckwith | Kenniston, adjunct minister van Binnenlandse Zaken     |                                                      |
| Leonard Sachs     | Group Captain Prichard, Bonds RAF-contactpersoon       |                                                      |
| Bill Cummings     | Quist                                                  | Onvermeld                                            |
| Bob Simmons       | Kolonel Jacques Bouvar / SPECTRE #6                    | Onvermeld                                            |
| Anthony Dawson    | Ernst Stavro Blofeld / SPECTRE #1                      | Stem van Eric Pohlmann of Joseph Wiseman / onvermeld |
| Diane Hartford    | Meisje in Kiss Kiss Club                               | Onvermeld                                            |
| Murray Kash       | SPECTRE #11                                            | Onvermeld                                            |
| Cecil Cheng       | SPECTRE #7                                             | Onvermeld                                            |
| André Maranne     | SPECTRE #10                                            | Onvermeld                                            |
| Clive Cazes       | Pierre Borraud / SPECTRE #9                            | Onvermeld                                            |
| Victor Beaumont   | SPECTRE #3                                             | Onvermeld                                            |
| Philip Stone      | SPECTRE #5                                             | Onvermeld                                            |
| Mitsouko          | Madame LaPorte                                         | Onvermeld                                            |
| Micky De Rauch    | Zwemster in openingstitels                             | Onvermeld                                            |
| Rani Dubé         | Zwemster in openingstitels                             | Onvermeld                                            |
| Bill Ivy          | Stuntdubbel van Fiona Volpe in motorscène              | Onvermeld                                            |

## Boek en film
Men is in de film aardig trouw gebleven aan de roman van Ian Fleming, met wat afwijkende details.
- Fiona Volpe kwam in het boek niet voor.
- Domino heet in de film officieel Dominique Derval en is Frans (haar broer heet François Derval). In de roman heette ze Dominetta Petacchi met haar naam veranderd naar Domino Vitali (haar broer heette Giuseppe Petacchi en hoorde bij SPECTRE).
- In het boek reist de volledige SPECTRE-top, op Blofeld na, naar Nassau om Largo te helpen.
- In het boek wordt Lippe geliquideerd omdat hij door zijn vete met Bond in Shrublands, het hele plan in gevaar brengt. In de film is de reden puur dat de door hem ingehuurde Angelo te onbetrouwbaar leek te zijn.
- In het boek concludeert M op grond van logica dat de bommen in de Bahama's verborgen moeten zijn. In de film verzoekt Bond zelf om naar Nassau te gaan, omdat daar de zus van majoor Derval woont; Bond heeft Derval immers dood aangetroffen in Shrublands, wat niet klopt met het verslag van de vlucht.

## Muziek
De filmmuziek werd gecomponeerd door John Barry en de titelsong schreef Barry samen met Don Black en werd gezongen door Tom Jones. Deze muziek werd op een soundtrackalbum uitgebracht door United Artists Records.

## Achtergronden
Rond de productie van Thunderball rezen nogal wat problemen. Het originele boek Thunderball, dat werd geschreven door Ian Fleming in 1961, was gebaseerd op een scenario van een aantal scenarioschrijvers en producenten. Omdat van dit scenario geen film verscheen, besloot Fleming om er een boek van te maken. Hij werd hierop aangeklaagd voor plagiaat en in 1963 moest hij voor de rechter verschijnen. In 1964 had Fleming met de producers Albert R. Broccoli en Harry Saltzman een overeenkomst gesloten. Er zou een film gemaakt worden van het boek Thunderball. Er werd wel besloten om in de aftiteling van de film ook de namen van de schrijvers van het scenario op te nemen en co-schrijver Kevin McClory eiste dat hij als enige producer vermeld werd.
De film werd opgenomen in Groot-Brittannië, Frankrijk en de Bahama's en zou aanvankelijk al in oktober 1965 in première gaan.

## Varia
- Thunderball is de eerste film waarbij de gebruikelijke schietscène ("gunbarrel-scène") aan het begin wordt gespeeld door Sean Connery. Voordien werd de rol van Bond in deze scène gespeeld door stuntman Bob Simmons.
- Dit is de laatste film waarvoor Terence Young de regie op zich nam.
- Bond zegt bij zijn afscheid van Patricia Fearing "another time, another place". Dit is een verwijzing naar een gelijknamige film waarin Sean Connery in 1958 speelde.
- Thunderball is de eerste film waarin 007 niet rookt.
- Het personage "Count Lippe" verwijst naar de vriendschap van Ian Fleming met Prins Bernhard von Lippe Biesterfeld.
- Aanvankelijk zou de eerste James Bondfilm Thunderball gaan heten, maar dat lag budgettair buiten bereik destijds. Daarom werd besloten om eerst Dr. No te verfilmen.
- Op 20 november 2005 kwam een gedeelte van de filmploeg bijeen om de film nog eens te bekijken, dit in verband met het 40-jarig bestaan van de film.
- Bond maakt om te ontsnappen gebruik van een jetpack, een compacte machine die op een persoon gemonteerd kan worden. Deze gadget werd erg populair. In Die Another Day heeft deze machine een cameo.
- Thunderball kostte meer dan alle voorgaande films bij elkaar. In totaal bracht deze film $141.200.000 op.
- Dit is tot nu de enige Bondfilm waar alle 00-agenten te zien zijn in een scène.